# The Earthshaker
The Earthshaker è il quinto album di Koko Taylor, pubblicato dalla Alligator Records nel 1978. Il disco fu registrato al Mantra Studios di Chicago, Illinois (Stati Uniti).

## Tracce
Lato A
1. Let the Good Times Roll – 3:00 (Fleecie Moore, Sam Thread)
2. Spoonful – 3:00 (Willie Dixon)
3. Walking the Back Streets – 6:45 (Booker T. Jones)
4. Cut You Loose – 3:24 (Mel London)
5. Hey, Bartender – 2:51 (Dossie Terry)

Lato B
1. I'm a Woman – 4:36 (Ellas McDaniel, Koko Taylor)
2. You Can Have Ny Husband – 2:45 (Dorothy LaBostrie)
3. Please Don't Dog Me – 5:16 (Koko Taylor)
4. Wang Dang Doodle – 4:51 (Willie Dixon)

## Musicisti
- Koko Taylor - voce
- Sammy Lawhorn - chitarra
- Johnny B. Moore - chitarra
- Mervyn Hinds - armonica
- Pinetop Perkins - tastiere
- Abb Locke - sassofono
- Cornelius Boyson - basso
- Vince Chappelle - batteria[1]